# Данлап (Ајова)
Данлап (енгл. Dunlap) град је у америчкој савезној држави Ајова. По попису становништва из 2010. у њему је живело 1.042 становника.

## Демографија
Према попису становништва из 2010. у граду је живело 1.042 становника, што је -97 (-8.5%) становника више него 2000. године.
| Група             | 2000.         | 2010.         |
| Белци             | 1.117 (98,1%) | 1.016 (97,5%) |
| Афроамериканци    | 2 (0,2%)      | 0 (0,0%)      |
| Азијати           | 1 (0,1%)      | 2 (0,2%)      |
| Хиспаноамериканци | 3 (0,3%)      | 8 (0,8%)      |
| Укупно            | 1.139         | 1.042         |